# A-League 2009/10
De A-League 2009/10 (of Hyundai A-League, naar de hoofdsponsor) is het vijfde seizoen van de hoogste nationale professionele voetbalcompetitie in Australië, waaraan negen teams uit Australië en één uit Nieuw-Zeeland deelnemen.
De reguliere competitie, die over 27 ronden werd gespeeld, liep van augustus 2009 tot en met 14 februari 2010, daarop volgde de afsluitende knock-out eindfase.
Melbourne Victory werd de kampioen van de A-League 2008/09 door in de finale Adelaide United te verslaan, beide clubs kwalificeerden zich hiermee voor de AFC Champions League 2010.
De finale werd op 20 maart door twee voormalige landskampioenen gespeeld. De kampioen van 2006 en de nummer een van de competitie, Sydney FC, bereikte voor de tweede keer de finale. Melbourne Victory, de kampioen van 2007 en 2009 en de nummer twee van de competitie, stond voor de derde keer in de finale. Sydney FC werd na strafschoppen voor de tweede keer kampioen van de A-League.

## Deelnemende clubs
De clubs Gold Coast United en Northern Queensland FC (beide uit Queensland) nemen voor het eerst deel in de A-League. Naar aanleiding hiervan werd de naam van Queensland Roar gewijzigd in Brisbane Roar FC.
| Club                   | Stad       | Staat           | Thuisstadion            | Capaciteit |
| ---------------------- | ---------- | --------------- | ----------------------- | ---------- |
| Adelaide United        | Adelaide   | Zuid-Australië  | Hindmarshstadion        | 16.500     |
| Brisbane Roar FC       | Brisbane   | Queensland      | Suncorpstadion          | 52.000     |
| Central Coast Mariners | Gosford    | New South Wales | Central Coaststadion    | 20.059     |
| Gold Coast United FC   | Robina     | Queensland      | Skilled Park            | 27.000     |
| Melbourne Victory      | Melbourne  | Victoria        | Docklandsstadion        | 56.347     |
| Newcastle United Jets  | Newcastle  | New South Wales | Energy Australiastadion | 26.126     |
| North Queensland Fury  | Townsville | Queensland      | Dairy Farmersstadion    | 25.000     |
| Wellington Phoenix FC  | Wellington | Nieuw-Zeeland   | Westpacstadion          | 34.500     |
| Perth Glory            | Perth      | West-Australië  | Members Equitystadion   | 17.300     |
| Sydney FC              | Sydney     | New South Wales | Aussiestadion           | 45.500     |

## Competitie

### Eindstand
| #  | Club                   | AW | W  | G  | V  | Pnt. | v-t   |
| -- | ---------------------- | -- | -- | -- | -- | ---- | ----- |
| 1  | Sydney FC              | 27 | 15 | 3  | 9  | 48   | 35-23 |
| 2  | Melbourne Victory      | 27 | 14 | 5  | 8  | 47   | 47-32 |
| 3  | Gold Coast United FC   | 27 | 13 | 5  | 9  | 44   | 39-35 |
| 4  | Wellington Phoenix FC  | 27 | 10 | 10 | 7  | 40   | 37-29 |
| 5  | Perth Glory            | 27 | 11 | 6  | 10 | 39   | 40-34 |
| 6  | Newcastle United Jets  | 27 | 10 | 4  | 13 | 34   | 33-45 |
| 7  | North Queensland Fury  | 27 | 8  | 8  | 11 | 32   | 29-46 |
| 8  | Central Coast Mariners | 27 | 7  | 9  | 11 | 30   | 32-29 |
| 9  | Brisbane Roar FC       | 27 | 8  | 6  | 13 | 30   | 32-42 |
| 10 | Adelaide United        | 27 | 7  | 8  | 12 | 29   | 24-33 |

### Uitslagen
|                        | AU      | BR      | CCM     | GCU     | MV      | NQF     | NUJ     | PG      | SFC     | WP      |
| ---------------------- | ------- | ------- | ------- | ------- | ------- | ------- | ------- | ------- | ------- | ------- |
| Adelaide United        |         | 0-2 2-0 | 1-0 1-1 | 0-2 1-1 | 0-2     | 3-3     | 1-1 0-2 | 1-0 2-3 | 2-1     | 1-1     |
| Brisbane Roar          | 0-1     |         | 1-0 0-3 | 1-3 0-1 | 0-1     | 2-0     | 1-1 0-2 | 2-4     | 1-0 1-0 | 1-1 4-1 |
| Central Coast Mariners | 0-0     | 2-3     |         | 3-0 1-1 | 0-3     | 1-1 1-1 | 1-1 3-0 | 2-1 0-0 | 0-0     | 0-2     |
| Gold Coast United      | 1-1     | 5-1     | 2-1     |         | 2-3 1-0 | 5-0 0-2 | 2-0     | 2-1 2-0 | 2-1 1-0 | 0-0 0-1 |
| Melbourne Victory      | 3-1 2-0 | 3-3 2-1 | 0-2 0-4 | 4-0     |         | 2-0     | 1-1     | 6-2     | 0-3 0-0 | 1-1 4-0 |
| North Queensland Fury  | 0-2 2-1 | 1-1 1-1 | 1-5     | 2-1     | 0-1 1-0 |         | 2-1     | 2-1 1-0 | 2-3     | 1-1     |
| Newcastle United Jets  | 1-2     | 0-3     | 2-1     | 1-0 3-2 | 1-3 3-2 | 2-0 3-2 |         | 0-1     | 1-3     | 3-2 0-1 |
| Perth Glory            | 1-0     | 1-1 2-0 | 3-1     | 2-2     | 2-1 1-2 | 1-1     | 2-0 4-0 |         | 2-0 0-0 | 2-0     |
| Sydney FC              | 1-0 1-0 | 2-1     | 1-0 1-0 | 0-1     | 2-0     | 0-1 4-1 | 2-1 1-3 | 3-2     |         | 2-0 3-1 |
| Wellington Phoenix     | 1-1 1-0 | 3-1     | 0-0 3-0 | 6-0     | 1-1     | 1-1 3-0 | 3-0     | 2-1 1-1 | 0-1     |         |

### Topscorers
- In onderstaand overzicht zijn alleen de spelers opgenomen met tien of meer treffers achter hun naam.

| № | Naam             | Club               | Goals | Pen. | Duels | Gem. |
| - | ---------------- | ------------------ | ----- | ---- | ----- | ---- |
| 1 | Shane Smeltz     | Gold Coast United  | 19    | 3    |       |      |
| 2 | Sergio van Dijk  | Brisbane Roar      | 13    | 4    |       |      |
| 3 | Carlos Hernández | Melbourne Victory  | 12    | 0    |       |      |
| 4 | Paul Ifill       | Wellington Phoenix | 12    | 2    |       |      |
| 5 | Archie Thompson  | Melbourne Victory  | 10    | 0    |       |      |

### Sydney FC
Bijgaand een overzicht van de spelers van Sydney FC, die in het seizoen 2009/10 onder leiding van de Tsjechische trainer-coach Vítězslav Lavička als eerste eindigden in de reguliere competitie.
| Naam               | Min.  | Duels | B  | Werd in het veld gebracht | Werd van het veld gehaald | Goal | Kreeg geel | Kreeg voor de tweede keer geel en dus rood | Weggestuurd |
| ------------------ | ----- | ----- | -- | ------------------------- | ------------------------- | ---- | ---------- | ------------------------------------------ | ----------- |
| Clint Bolton       | 2430' | 27    | 27 | 0                         | 0                         | 0    | 1          | 0                                          | 0           |
| Sung-Hwan Byun     | 2422' | 27    | 27 | 0                         | 2                         | 0    | 4          | 0                                          | 0           |
| Shannon Cole       | 2216' | 27    | 25 | 2                         | 4                         | 0    | 4          | 0                                          | 0           |
| Steve Corica       | 1824' | 26    | 23 | 3                         | 16                        | 7    | 2          | 0                                          | 0           |
| Alex Brosque       | 2230' | 25    | 25 | 0                         | 6                         | 6    | 3          | 0                                          | 0           |
| Simon Colosimo     | 2240' | 25    | 25 | 0                         | 0                         | 0    | 8          | 0                                          | 1           |
| Karol Kisel        | 2128' | 25    | 25 | 0                         | 9                         | 2    | 3          | 0                                          | 0           |
| Terry McFlynn      | 1924' | 23    | 23 | 0                         | 5                         | 1    | 4          | 0                                          | 0           |
| John Aloisi        | 1336' | 21    | 13 | 8                         | 5                         | 9    | 0          | 0                                          | 0           |
| Stephan Keller     | 1795' | 21    | 20 | 1                         | 2                         | 0    | 2          | 0                                          | 0           |
| Stuart Musialik    | 1882' | 21    | 21 | 0                         | 1                         | 1    | 3          | 0                                          | 0           |
| Mark Bridge        | 1471' | 20    | 17 | 3                         | 10                        | 6    | 1          | 0                                          | 0           |
| Brendan Gan        | 844'  | 19    | 6  | 13                        | 3                         | 1    | 1          | 0                                          | 0           |
| Sebastian Ryall    | 924'  | 15    | 10 | 5                         | 0                         | 0    | 2          | 0                                          | 0           |
| Chris Payne        | 172'  | 10    | 1  | 9                         | 1                         | 1    | 0          | 0                                          | 0           |
| Rhyan Grant        | 288'  | 9     | 3  | 6                         | 1                         | 0    | 1          | 0                                          | 0           |
| Kofi Danning       | 365'  | 7     | 4  | 3                         | 4                         | 1    | 0          | 0                                          | 0           |
| Matthew Jurman     | 19'   | 7     | 0  | 7                         | 0                         | 0    | 0          | 0                                          | 0           |
| Hayden Foxe        | 10'   | 6     | 0  | 6                         | 0                         | 0    | 0          | 0                                          | 0           |
| Adam Casey         | 110'  | 3     | 1  | 2                         | 1                         | 0    | 0          | 0                                          | 0           |
| Antony Golec       | 90'   | 3     | 1  | 2                         | 0                         | 0    | 0          | 0                                          | 0           |
| Zachary Cairncross | 0     | 0     | 0  | 0                         | 0                         | 0    | 0          | 0                                          | 0           |
| Ivan Necevski      | 0     | 0     | 0  | 0                         | 0                         | 0    | 0          | 0                                          | 0           |
| Sam Gallagher      | 0     | 0     | 0  | 0                         | 0                         | 0    | 0          | 0                                          | 0           |
| Joey Gibbs         | 0     | 0     | 0  | 0                         | 0                         | 0    | 0          | 0                                          | 0           |
| Iain Ramsay        | 0     | 0     | 0  | 0                         | 0                         | 0    | 0          | 0                                          | 0           |

## Eindfase
| Datum         | Club                  | Uitslagen    | Club                  | Datum   |
| ------------- | --------------------- | ------------ | --------------------- | ------- |
| Kwartfinales  |                       |              |                       |         |
| 20 februari   | Gold Coast United FC  | 0-0 ns (5-6) | Newcastle United Jets |         |
| 21 februari   | Wellington Phoenix FC | 1-1 ns (4-2) | Perth Glory           |         |
| Halve finales |                       |              |                       |         |
| 18 februari   | Melbourne Victory     | 2-1, 2-2 nv  | Sydney FC             | 7 maart |
| 7 maart       | Wellington Phoenix FC | 3-1 nv       | Newcastle United Jets |         |
| Voorfinale    |                       |              |                       |         |
| 13 maart      | Sydney FC             | 4-2          | Wellington Phoenix FC |         |
| Finale        |                       |              |                       |         |
| 20 maart      | Melbourne Victory     | 1-1 ns (2-4) | Sydney FC             |         |

### Topscorers
- In onderstaand overzicht zijn alleen de spelers opgenomen met twee of meer treffers achter hun naam.

| № | Naam        | Club               | Goals | Pen. | Duels | Gem. |
| - | ----------- | ------------------ | ----- | ---- | ----- | ---- |
| 1 | Mark Bridge | Sydney FC          | 3     | 0    |       |      |
| 2 | Eugène Dadi | Wellington Phoenix | 2     | 0    |       |      |
| 3 | Chris Payne | Sydney FC          | 2     | 0    |       |      |

2005/06 · 2006/07 · 2007/08 · 2008/09 · 2009/10 · 2010/11 · 2011/12 · 2012/13 · 2013/14 · 2014/15 · 2015/16 · 2016/17 · 2017/18 · 2018/19 · 2019/20 · 2020/21